# Canon Automoteur Antichar de 17 livres AMX
После окончания Второй мировой войны французским вооружённым силам требовалась самоходная артиллерийская установка с противотанковым вооружением на базе существующих машин собственного производства, таких, как Renault R.35 и SOMUA S.35. Наиболее подходящим вариантом вооружения проектных истребителей танков выбрали британскую 17-фунтовую (76,2-мм) противотанковую пушку QF 17-pounder. Разработчиком проекта была назначена компания AMX, специализировавшаяся на производстве бронетанковой техники. Из-за устаревания конструкции французских танков межвоенного периода и их нехватки, недостаточной огневой мощи 17-фунтовой пушки на момент разработки САУ, а также наличия у Франции более совершенных истребителей танков M10 GMC американского производства ни одна из машин не была выполнена в металле.

## Canon Automoteur Antichar sur Châssis S.35

### Описание конструкции
Одним из вариантов была установка 17-фунтовой пушки на шасси кавалерийского танка SOMUA S.35. В таком случае передняя часть машины превращалась в открытую рубку, а орудие, которое окружала крупная орудийная маска, размещалось с правой её стороны, из-за чего углы горизонтального наведения отличались в зависимости от наведения орудия в ту или другую сторону. Боевая масса увеличивалась до 21,7 тонн, при этом получившаяся САУ вмещала 86 снарядов, 54 из которых находились в задней части рубки, а остальные — по правую сторону от водителя. Изменению подвергалась и выхлопная система.
Технически, данная машина являлась развитием межвоенной штурмовой САУ Canon Automoteur de 75mm, SOMUA (SAu 40), разработанной компанией SOMUA во второй половине 1930-х годов.

### Тактико-технические характеристики
- Название — Canon Automoteur Antichar sur Châssis S.35
- Классификация — средний истребитель танков
- Масса, т — 21,658[2]
- Компоновочная схема — классическая
- Разработчик — AMX
- Габариты (длина с орудием/длина корпуса/ширина/высота), мм — 7 330/5 380/2 130/2 250
- Тип бронирования — стальная литая гомогенная броня
- Бронирование (лоб/борт/корма), мм — 36/35/35
- Вооружение — 76,2-мм противотанковая пушка QF 17-pounder L/55; УВН, град. — -9°...+22°, УГН, град. — ←16°...→29°
- Боекомплект — 86 снарядов[2]
- Двигатель — SOMUA 190CV V8, 190 л. с. при 2 000 об./мин
- Максимальная скорость — 37 км/ч

### В массовой культуре

#### В стендовом моделизме
- Китайской компанией SSMODEL выпускается сборная модель данной САУ под названием Somua S-35 CA, выполненная в масштабе 1:35[3].

#### В видеоиграх
- World of Tanks — представлена как ПТ-САУ V уровня под названием S35 CA.
- World of Tanks Blitz — представлена как ПТ-САУ V уровня под названием S35 CA.

## Canon Automoteur Antichar sur Châssis R.35 (переднее расположение орудия)

### Описание конструкции
Этот вариант предполагал установку 17-фунтовой пушки на шасси лёгкого пехотного танка Renault R.35 с орудием, направленным в сторону движения танка. Огромная рубка устанавливалась поверх корпуса танка, орудие размещалось в крупной орудийной маске посередине. Снаряды к орудию размещались в задней части рубки, а также под ней слева от двигателя (что, возможно, требовало уменьшения объёма топливного бака), в количестве 58 и 12 штук соответственно. Масса машины в этой конфигурации достигала 11,9 тонн.
По сути машина представляла из себя послевоенный тяжеловооружённый аналог немецкой противотанковой САУ 4.7 cm Pak (t) (Sfl.) auf Fgst.Pz.Kpfw.35 R 731 (f), также созданной на основе пехотного танка R.35 с использованием чехословацких образцов вооружения.

### Тактико-технические характеристики
- Название — Canon Automoteur Antichar sur Châssis R.35 (canon avant)
- Классификация — лёгкий истребитель танков
- Масса, т — 11,910[4]
- Компоновочная схема — классическая
- Разработчик — AMX
- Габариты (длина с орудием/длина корпуса/ширина/высота), мм — 6 640/4 020/1 850/2 180
- Тип бронирования — стальная литая гомогенная броня
- Бронирование (лоб/борт/корма), мм — 40/40/32
- Вооружение — 76,2-мм противотанковая пушка QF 17-pounder L/55; УВН, град. — -9°...+20°, УГН, град. — ±21°.
- Боекомплект — 70 снарядов[4]
- Двигатель — Renault 447 V4, 82 л. с. при 2 200 об./мин
- Максимальная скорость — 20 км/ч

## Canon Automoteur Antichar sur Châssis R.35 (заднее расположение орудия)

### Описание конструкции
По большей части, эта машина была аналогична варианту истребителя танков на базе R.35 с передним расположением орудия, однако отличалась меньшими массой, размером рубки и количеством боеприпасов, а также тем, что орудие было направлено в противоположную направлению танка сторону. 12 снарядов находились по бортам рубки, остальные 30 размещались недалеко от двигателя танка. Масса машины снизилась до 11,1 т.
Подобная конструкция с орудием, направленным назад, была очень схожа с британским истребителем танков Archer, разработанном в годы Второй мировой войны.

### Тактико-технические характеристики
- Название — Canon Automoteur Antichar sur Châssis R.35 (canon arrière)
- Классификация — лёгкий истребитель танков
- Масса, т — 11,046[5]
- Компоновочная схема — классическая с орудием, направленным назад
- Разработчик — AMX
- Габариты (длина с орудием/длина корпуса/ширина/высота), мм — 6 220/4 020/1 850/2 180
- Тип бронирования — стальная литая гомогенная броня
- Бронирование (лоб/борт/корма), мм — 32/40/40
- Вооружение — 76,2-мм противотанковая пушка QF 17-pounder L/55; УГН, град. — ±21°.
- Боекомплект — 42 снаряда[5]
- Двигатель — Renault 447 V4, 82 л. с. при 2 200 об./мин
- Максимальная скорость — 3,5 км/ч